# Recópolis
Recópolis em latim: Reccopolis), situado próximo da minúscula aldeia moderna de Zorita de los Canes, na província de Guadalajara, Castela-La Mancha, Espanha, é um sítio arqueológico de uma das pelo menos quatro cidades fundadas na Hispânia pelos visigodos. É uma das únicas cidades da Europa Ocidental que se sabe ter sido fundada entre os séculos V e VIII.

## Informação histórica
Recópolis foi fundada no ano de 578. A data consta da crônica de João de Biclaro:
Um esconderijo de moedas foi descoberto no palácio da cidade, fixando a data de construção entre 580-83. A variedade de moedas indicava alcance cultural, com moedas de ouro merovíngias, moedas suevas da Galiza e de Justiniano II, bem como da própria Hispânia visigótica. Recópolis tinha uma casa da moeda ativa, cujas moedas foram encontradas datando do reinado de Vitiza, no início do século VIII.
A cidade foi nomeada pelo rei visigodo Leovigildo para homenagear seu filho Recaredo e para servir como residência de Recaredo como co-rei na província visigótica de Celtibéria, a oeste da Carpetânia, onde ficava a capital principal, Toledo. Como uma fundação real pós-romana, a única rival europeia da cidade no século VI foi Ravena. No século VIII, os visigodos em Recópolis deram as boas-vindas ao domínio muçulmano em troca da proteção muçulmana. Os mouros conservaram a cidade como Medinate Racuba (Madinät Raqquba) e embora tenham reutilizado materiais de construção para construir uma fortificação em uma colina de frente para a cidade, a cidade entrou em declínio e foi queimada, saqueada, arrasada e gradativamente abandonada no século X. Ficou esquecido até o século XX.
Hoje Recópolis é um grande campo de ruínas no Cerro de la Olíva. Existem planos para proteger o local parcialmente escavado como Parque Arqueológico Recópolis. Em 2007, o Museu Arqueológico Regional de Alcalá de Henares montou uma exposição chamada "Recópolis: um paseo por la ciudad Visigoda" e publicou um catálogo que a acompanha.